# Verwaltungsgemeinschaft Löbau
Die Verwaltungsgemeinschaft Löbau ist eine sächsische Verwaltungsgemeinschaft im Landkreis Görlitz. Sie liegt im Süden des Landkreises, zirka 25 km westlich der Kreisstadt Görlitz.

## Die Gemeinden mit ihren Ortsteilen
- Großschweidnitz mit den Ortsteilen Großschweidnitz und Kleinschweidnitz
- Lawalde mit den Ortsteilen Lauba, Lawalde und Kleindehsa
- Löbau mit den Ortsteilen Löbau (Kernstadt), Altcunnewitz, Bellwitz, Carlsbrunn, Dolgowitz, Ebersdorf, Eiserode, Peschen, Georgewitz, Glossen, Großdehsa, Kittlitz, Unwürde, Kleinradmeritz, Krappe, Laucha, Lautitz, Mauschwitz, Nechen, Neucunnewitz, Neukittlitz, Oelsa, Oppeln, Rosenhain, Wendisch-Cunnersdorf, Wendisch-Paulsdorf und Wohla
- Rosenbach mit den Ortsteilen Bischdorf und Herwigsdorf